# Kulturåret 1742

## Nya verk
- Jacob Henrik Mörks roman Adalriks och Giöthildas äfwentyr utkommer; den har ofta räknats som den första svenska romanen.
- Henry Fieldings roman Joseph Andrews utkommer.

## Födda
- 11 september - Nikolai Abraham Abildgaard (död 1809), dansk konstnär.